# Corybas annamensis
Corybas annamensis är en orkidéart som beskrevs av Leonid Vladimirovitj Averjanov. Corybas annamensis ingår i släktet Corybas, och familjen orkidéer.
Artens utbredningsområde är Vietnam. Inga underarter finns listade i Catalogue of Life.